# Farandole (film)
Pour les articles homonymes, voir Farandole.
Pour plus de détails, voir Fiche technique et Distribution.
Farandole est un film français réalisé  par André Zwobada, sorti en 1945.

## Synopsis
Aux Jardins de Paris, Théric, un homme d’affaires, fête avec Blanche le 4e anniversaire de leur rencontre. Il lui promet monts et merveilles. Une chiromancienne lui prédit un triomphe et une grande étendue blanche ornée d’une rose rouge. Le banquier Brincard dîne, lui, avec Frochot, le propriétaire de L’après-midi, journal menant une campagne dévastatrice contre Théric. Pendant que celui-ci s’absente pour téléphoner, Brincard prévient Blanche que Théric est ruiné.
Lorsqu’ils sortent, Blanche prend prétexte d’un chien adopté par Théric pour rompre sans ménagements avec lui.
Théric quitte leur hôtel avec le chien. Milienne, une prostituée, feint d’être menacée par une rafle pour s’accrocher à lui. Théric, ruiné et abandonné, lui donne les 50 000 francs qu’il a sur lui, en lui faisant promettre de garder le chien, puis part se tirer une balle dans la tête.
Milienne, avec le même simulacre, s’accroche à Auguste qu’elle rencontre, et celui-ci la présente à Bondieu pour placer ses 50 000 francs et les doubler.
Bondieu s’éclipse avec l’argent et, recherché par la police, se réfugie dans la loge de l’actrice Élisabeth, à qui il raconte être un nègre auteur - forcément méconnu - de nombreux succès. Il lui raconte la pièce qu’il aurait écrite pour elle, et Élisabeth se prend au jeu.
Surgit la police, non pour lui, mais pour arrêter Marianne, qui vient d’assassiner la femme de son amant Sylvestre dans la chambre voisine.
Bondieu, qui profite du sommeil d’Élisabeth pour s’enfuir avec ses bijoux, est cueilli par les policiers qui l’ont reconnu.
À son procès, Marianne, qui se montre passionnément amoureuse de Sylvestre, s’effondre lorsqu’elle constate qu’il la charge d’une manière odieuse. À la surprise générale, elle est acquittée, et son avocat lui révèle que le témoignage de Sylvestre était un coup monté pour attirer la sympathie des jurés. Bondieu, jugé le même jour, profite de la confusion pour s’évader du palais.
Lorsque Blanc, le journaliste qui a couvert le procès, revient triomphalement à L’après-midi publier l’acquittement, il trouve le rédacteur en chef Tardy en partance après un conflit avec Frochot, son directeur.
Frochot, en grande discussion avec le banquier Brincard demande à Tardy de chambouler la une, en caviardant l’acquittement de Marianne et l’évasion de Bondieu, pour la promotion de Brincard. Tardy, furieux, décide de se venger avant de partir.
Brincard, le vent en poupe, dîne avec Blanche, sa nouvelle conquête, aux Jardins de Paris. Il lui promet monts et merveilles. Il demande L’après-midi, où il découvre avec stupeur sous sa photo en première page que Tardy annonce sa fuite ou son suicide.
Il court au journal où Frochot refuse de démentir : à la suite de l’article, la bourse s’est retournée contre Brincard et ses malversations sont dévoilées. Brincard fait demander à Blanche aux Jardins de Paris qu’elle le rejoigne dans sa fuite, ce que bien sûr elle refuse, non sans laisser son téléphone à un nouveau prétendant.
Milienne et Auguste arrivent alors aux Jardins de Paris avec le chien, pour fêter les 50 000 francs qu’ils sont parvenus à récupérer. La chiromancienne prédit un triomphe et une grande étendue blanche ornée d’une rose rouge à Milienne. C’est, lui répond celle-ci, son dessert : « ... un gâteau à la crème avec une fraise dans le milieu. Moi, mon avenir est dans mon assiette… »

## Fiche technique
- Réalisation : André Zwobada
- Scénario : M. Privey (pseudonyme d'Henri Jeanson) (André Cayatte ? non crédité)
- Photographie : Armand Thirard
- Montage : Louisette Hautecoeur
- Musique : Georges Auric
- Décors : Robert Hubert
- Son : Jean Putel
- Producteur : Fernand Weill
- Société de production : Compagnons du film
- Pays de production :  France
- Langue : français
- Format : Noir et blanc — 35 mm — 1,37:1 — Son : Mono
- Genre : Comédie
- Durée : 102 minutes
- Date de sortie : 
  - France : 10 février 1945

## Distribution
- André Luguet : Maxime Théric
- Lise Delamare : Blanche
- Paulette Dubost : Raymonde "Milienne", la prostituée
- Louis Salou : Auguste Moine
- André Alerme : Pascal Bondieu, l'escroc
- Gaby Morlay : Elizabeth, l'actrice dupée par l'escroc
- Jany Holt : Marianne, la dactylo qui tue la femme de son amant
- Bernard Blier : Sylvestre Clarel, l'amant
- Maurice Escande : Me Monestier, l'avocat accusateur
- Jean Davy : l'avocat de Marianne
- Gustave Gallet : le président du tribunal
- Guillaume de Sax : Brincard, le banquier véreux
- Guy Decomble : Paul Blanc, le journaliste
- Pierre Labry : l'inspecteur Mazeau
- Alfred Adam : "Zanzi" l'ami de Milienne
- Madeleine Suffel
- Paul Faivre : Frochot, le propriétaire de L'après-midi
- Henri Charrett : Tardy, le rédacteur en chef de L'après-midi

## Autour du film
- Farandole fut tourné quatre mois avant la Libération totale de la France par les Alliés.

- Le titre et la structure circulaire du film semblent hérités de la pièce d’Arthur Schnitzler, La ronde, qu'André Cayatte aurait ainsi adaptée[1], et dont Max Ophuls fera un chef-d’œuvre cinq ans plus tard. Mais dans Farandole, ce ne sont pas les relations amoureuses qui forment le cercle : ce sont les arnaques, les duperies, les mensonges...